# هال اچ‌پی‌تی-۳۲ دیپاک
اچ‌ای‌ال اچ‌پی‌تی-۳۲ دیپاک (به انگلیسی: HAL HPT-32 Deepak) یک هواپیمای ساختِ کارخانهٔ هیندوستان آیروناتیکس در کشور هند است. نخستین استفاده‌کنندهٔ این هواپیما نیروی هوایی هند بوده است. این هواپیما برای نخستین بار در ۶ ژانویه ۱۹۷۷ میلادی مورد استفاده قرار گرفت.

## گونه‌ها
اج پی تی-۳۲
گونه پایه.
اج پی تی-۳۴
دارای پیشرانه توربوپراپ از نوع آلیسون مدل ۲۵۰-بی ۱۷ دی به قدرت ۳۱۰ کیلووات (۴۲۰ اسب بخار) اولین پرواز در ۱۷ ژوئن ۱۹۸۴.

## کاربران
هند
- نیروی هوایی هند ۱۴۴ فروند برای آموزش‌های پایه[۲]
- نیروی دریایی هند[۳] ۸ فروند برای آموزش‌های پایه